# Zekavice
Zekavice (en serbe cyrillique : Зекавице) est un village du nord du Monténégro, dans la municipalité de Pljevlja.

## Démographie

### Évolution historique de la population
| 1948 | 1953 | 1961 | 1971 | 1981 | 1991 | 2003 |
| ---- | ---- | ---- | ---- | ---- | ---- | ---- |
| 222  | 194  | 210  | 193  | 206  | 167  | 121  |